# 棚倉警察署
棚倉警察署（たなぐらけいさつしょ）は、福島県警察が管轄する警察署の一つである。

## 所在地
- 福島県東白川郡棚倉町大字流字森ノ内59-1

## 管轄区域
- 東白川郡棚倉町、塙町、矢祭町、鮫川村

## 沿革
- 1875年（明治8年）：警察署が設置
- 1876年（明治9年）：福島県警察白河出張所棚倉屯所に改称
- 1881年（明治14年）：東白川警察署と改称[1]
- 1902年（明治35年）：棚倉警察署と改称[1]
- 1914年（大正3年）：竹貫村と宮本村は石川警察署の管轄となる[1]
- 1948年（昭和23年）：旧警察法に基づき、福島県国家地方警察の棚倉地区警察署と自治体警察である棚倉町警察署が発足[1]
- 1951年（昭和26年）：棚倉町が警察事務を廃止し、棚倉町警察署が棚倉地区警察署に統合される[1]
- 1954年（昭和29年）7月：福島県警察の発足により、福島県棚倉警察署に改称[1]
- 1959年（昭和34年）：庁舎を増改築
- 1976年（昭和51年）4月4日：現在地に新設移転

## 交番
なし

## 駐在所

### 塙町
- 植田駐在所 - 東白川郡塙町大字植田字森戸23番地1
- 笹原駐在所 - 東白川郡塙町大字川上字清水32番地4
- 塙駐在所 - 東白川郡塙町大字塙字末広町123番地

### 矢祭町
- 東館駐在所 - 東白川郡矢祭町大字東舘字唐目34番地2
- 矢祭駐在所 - 東白川郡矢祭町大字関岡字江戸塚16番地

### 鮫川村
- 鮫川駐在所 - 東白川郡鮫川村赤坂中野字宿ノ入11番地1